# Frank J. Fletcher
Frank Jack Fletcher (n. 29 aprilie 1885 – d. 25 aprilie 1973) a fost un viceamiral al Forțele Navale ale Statelor Unite care a participat la cele două războaie mondiale.
Fletcher  a fost comandant operațiunile navale din Bătălia din Marea Coralilor și în Bătălia de la Midway.